# Domenechus marianellus
Domenechus marianellus là một loài côn trùng trong họ Chrysopidae thuộc bộ Neuroptera. Loài này được Guérin-Méneville miêu tả năm 1853.